# Krásnohorské Podhradie
Krásnohorské Podhradie (Hongaars: Krasznahorkaváralja) is een Slowaakse gemeente in de regio Košice. Ze maakt deel uit van het district Rožňava en telt 2.645 inwoners.
"Krasznahorka" is een Slavische term die "mooie berg" betekent. 

## Ligging
De gemeente ligt op een afstand van 5 kilometer van de stad Rožňava, op een hoogte van 369 meter boven de zeespiegel en heeft een oppervlakte van 23,171 km².
Ze is gelegen in het oostelijke deel van het Rožňava-bekken, aan de voet van de Slowaakse Karst en het  Volovec-gebergte (Slowaaks: "Volovské vrchy") en ligt in de vallei van de Pača-stroom (ook bekend als "Krásnohorský potok"), een zijrivier op de rechteroever van de Čremošná.
De bebouwde kom van de gemeente grenst aan verkeersweg 16, nabij de spoorlijn Rožňava-Košice.

## Geschiedenis

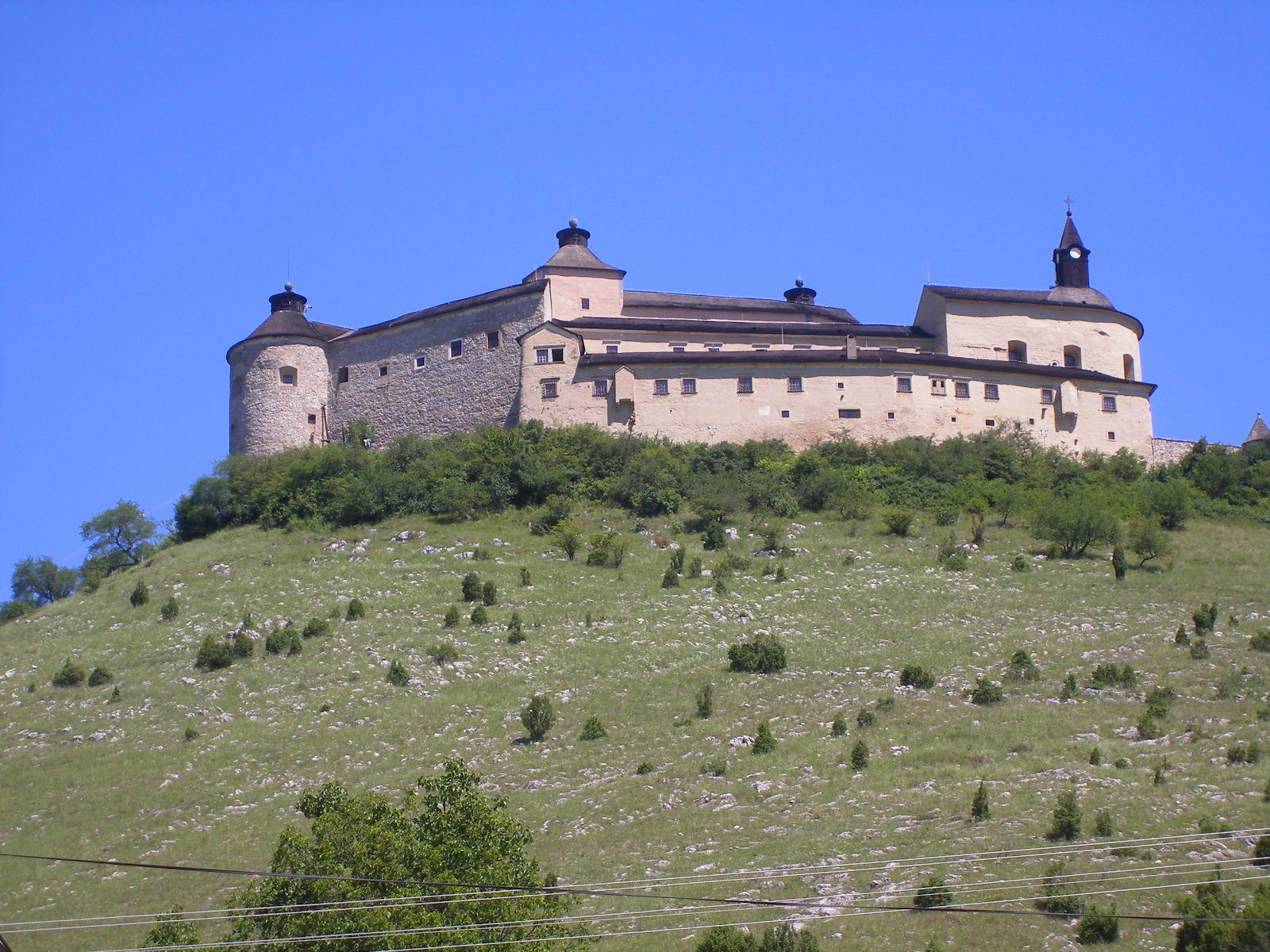
>Het fort Krásna Hôrka op de top van de heuvel.

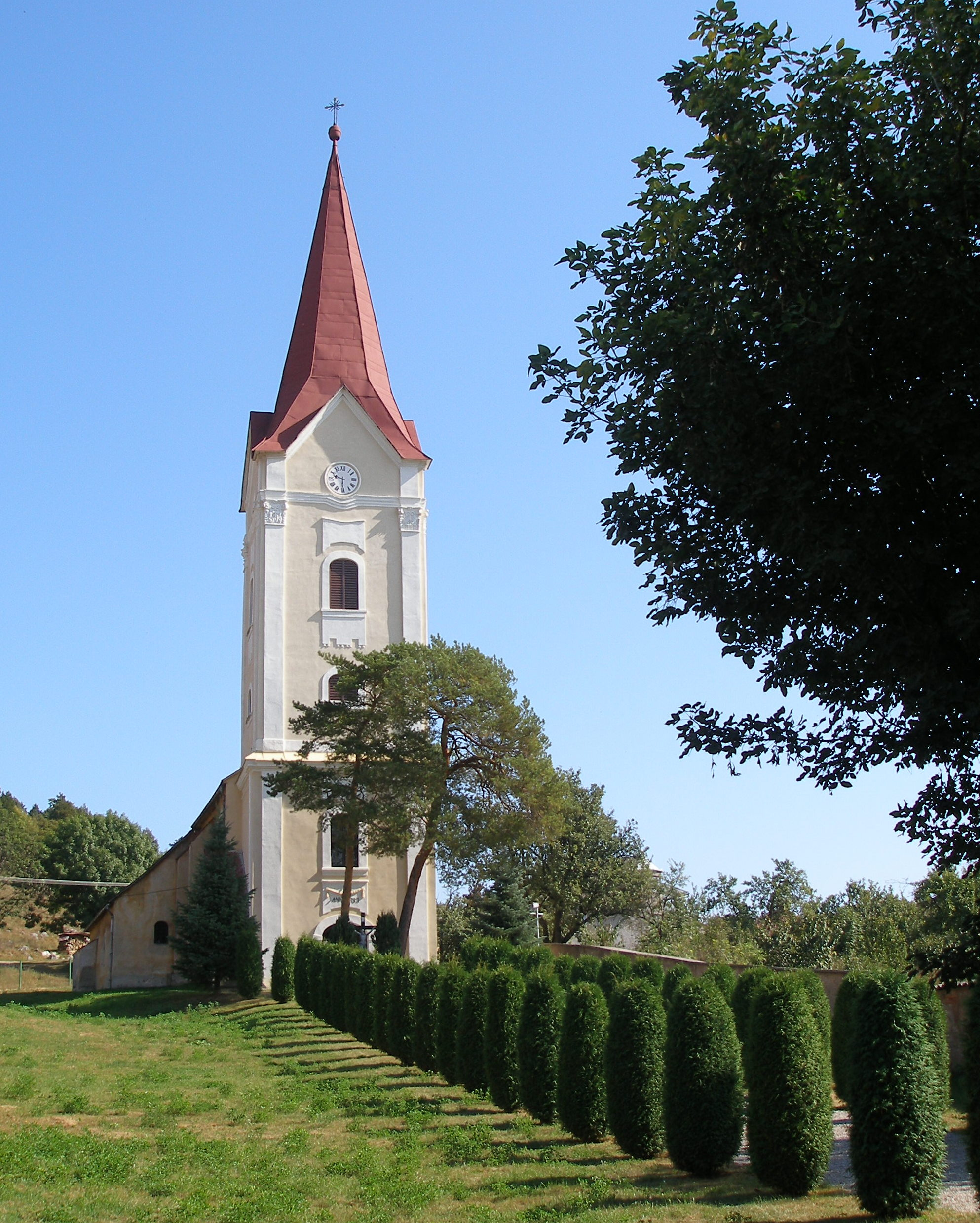
De Allerheiligenkerk uit 1430.

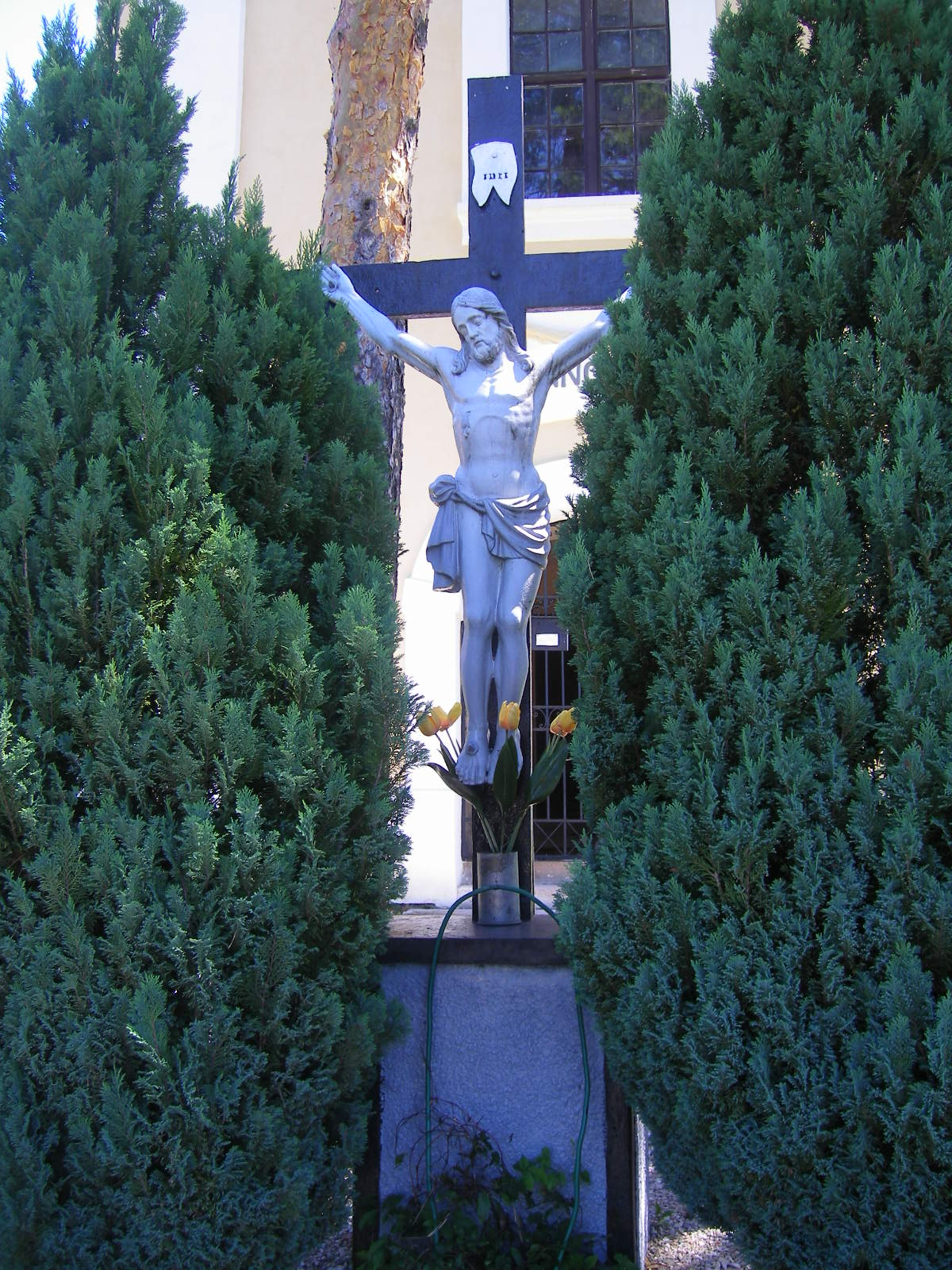
De Calvarie van de Allerheiligenkerk.

De geschiedenis van Krásnohorské Podhradie is nauw verwant met de historie van het fort Krásna Hôrka. Het territorium werd ten laatste sedert het einde van de bronstijd bewoond. De eerste schriftelijke vermelding als "Karaznahurka" dateert uit 1322, toen de plaats aan de voet van het kasteel werd beschreven. Het feit dat de eerste inwoners Hongaren waren, wordt bevestigd door de bewaard gebleven lokale namen en oude archieven die de Hongaren in de buurt duidelijk onderscheiden van het Slavische volk dat zijn nederzettingen begon te ontwikkelen in Betliar.
In het feodale tijdperk koos de leenheer, die eigenaar was van het landgoed, jaarlijks een dorpsleider. In die tijd schonk Béla IV het koninklijke kasteel "Krásna Hôrka" aan de Hongaarse adellijke familie Akoš. Zodoende kwam de nederzetting onder het gezag van dit geslacht, samen met de naburige plaatsen Pača, Krásnohorská Dlhá Lúka en Jovice. 
Na het bewind van deze familie ging in de 14e eeuw het bezit over naar de familie Bebek. In 1427 telde de nederzetting 67 boerderijen. Luttele jaren nadien, omstreeks 1440, werd ze door de Hussieten ingenomen die er stand hielden tot 1461. In dat jaar kwam de plaats weer in handen van István Bebek, en onder de heerschappij van koning Matthias Corvinus. Zowat een eeuw later, in 1556 belegerde Ferdinand I tevergeefs het fort. Het bewind van de familie Bebek eindigde vanaf de tweede helft der 16e eeuw en het geslacht Andrássy nam de leiding over.
In 1569 en 1570 werd de plaats door Turkse strijdkrachten bezet en de huizen werden platgebrand. Anno 1574 namen de Habsburgers de nederzetting en haar vesting in bezit. Een jaar later stelde koning Rudolf de burcht ter beschikking van Peter Andrássy die op den duur werd opgevolgd door István Andrássy : een kapitein van het kasteel in Levoča.
Na de opstand van István Bocskai (1604-1606) werd in de omgeving gestaag aanvang gemaakt met de exploitatie van ijzerertsmijnen. 
Bij wijze van koninklijke schenking ontving Mátyás Andrássy in 1642 het kasteel en het bijhorende landgoed. Na hem werd Miklós de kasteelheer. Enkele jaren later, in 1669, verkreeg Nicholas Andrássy van koning Leopold I het voorrecht om de minerale bronnen in het eigendom vrij te gebruiken, en de mijnen die hij opende werden gedurende 10 jaar vrijgesteld van belasting.
Imre Thököly  belegerde in 1678 met succes de imposante burcht. In 1685 werd ze door generaal Schulz wederom belegerd, aanvankelijk zonder succes, totdat de vesting -na een omsingeling die bijna een jaar duurde- zich toch overgaf. 
Tijdens Rákóczi's Opstand (1703-1711) veroverden de Kuruc-rebellen het slot, en hun aanvoerder, Frans II Rákóczi, nam er zijn intrek. Hij behield de macht over de burcht tot 1710. In dat jaar, na zijn mislukte opstand tegen de Habsburgse monarchie, doodde een plaag bijna 90% van de plaatselijke bevolking. Niettemin -dankzij de groei van de mijnexploitatie- herleefde de nederzetting snel en verwierf ze in 1754 het recht om jaarmarkten te organiseren. In 1757 kreeg ze officieel de status als "dorp". 
De volgende jaren bleef het aantal bewoners positief evolueren: van 280 personen in 1773 naar 876 in 1785. 
Anno 1828 telde Krásnohorské Podhradie 146 huizen en 846 ingezetenen die hun brood verdienden met landbouw, ambachten en ijzerwinning in de mijnen.
Vanaf 1857 installeerden Dionysius Andrássy (Slowaaks: Dénes Andrássy) (°1835, † 1913) en diens vrouw, Františka Hablawetzová (°1839, † 1902) in het kasteel een museum. Deze dame en haar gemaal genoten plaatselijk zeer veel respect. Na haar afsterven in 1902 werd in Rožňava voor haar een standbeeld opgericht. Na het overlijden van graaf Dionysius Andrássy werd gravin Pallavicini de eigenares van het slot.
Tot het einde van de Eerste Wereldoorlog was het dorp ingedeeld bij het comitaat Gömör és Kis-Hont van het Koninkrijk Hongarije. Maar in 1919 wees men het toe aan de destijds gecreëerde staat: Tsjecho-Slowakije. 
Ingevolge de beschikkingen van de Eerste Arbitrage van Wenen ging op 2 november 1938 het dorp wederom over naar Hongarije. Echter niet voor lang, want op het einde van de Tweede Wereldoorlog (1945), werd de gemeente andermaal overgeheveld naar Tsjecho-Slowakije. In datzelfde jaar
werd het kasteel genationaliseerd.
In de episode na WO II vond een aanzienlijk deel van de bevolking werk in de mijnen en in de metaalverwerkende nijverheid van Rožňava.
Toen Tsjecho-Slowakije in 1993 gesplitst werd in Tsjechië en Slowakije, ging de gemeente over naar Slowakije.

## Bevolking

### Etniciteit

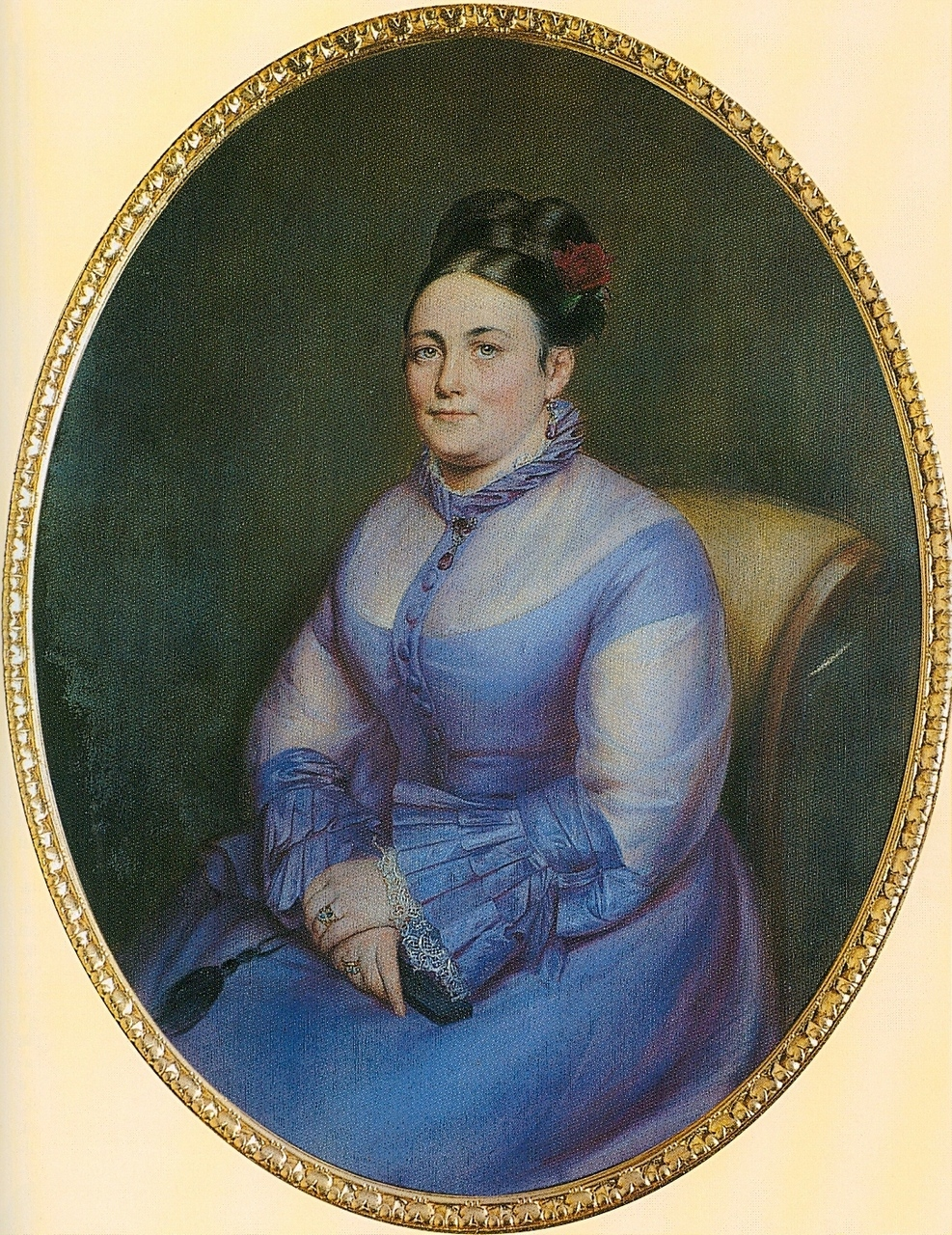
Františka Hablawetzová (°1838, †1902). Weldoenster. Echtgenote van Dionysius Andrássy.

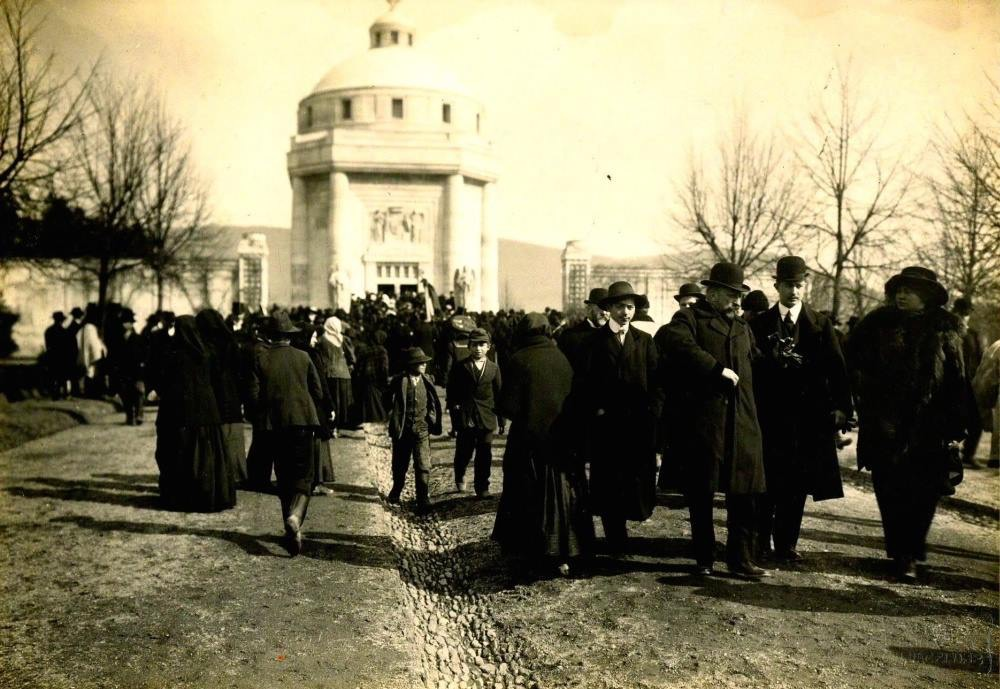
Bijzetting van het stoffelijk overschot van Dionysius Andrássy in het mausoleum op 8 maart 1913.

- 1880: 791 van de 892 inwoners spraken Hongaars en 38 inwoners spraken Slowaaks.
- 1890: van de 914 inwoners hadden 885 het Hongaars als moedertaal en 15 het Slowaaks.
- 1900: 1044 van de 1045 inwoners hadden de Hongaarse taal als moedertaal.
- 1910: van de 1037 inwoners spraken er 1012 Hongaars en 8 Slowaaks.
- 1921: van de 1.077 inwoners waren er 1.024 Hongaren en 41 Tsjechoslowaken.
- 1930: van de 1.100 inwoners: 865 Hongaren en 88 Tsjechoslowaken.
- 1941: van de 1218 inwoners: 1194 Hongaren en 17 Slowaken.
- 1991: van de 1957 inwoners: 1.200 Hongaren en 378 Slowaken.
- 2001: van de 2359 inwoners: 1113 Hongaren, 662 Roma, 551 Slowaken.
- 2011: van de 2575 inwoners: 1013 Hongaren, 904 Roma, 548 Slowaken, 3 Tsjechen, 2 Duitsers.

### Religie
- 67,8% van de bevolking verklaarde Rooms-Katholiek te zijn.
- 3,09% Grieks-Katholiek
- 1,91% Evangelisch
- 16,28% zonder godsdienst
- 3,18%: geen opgave van gezindte.

### Bekende inwoners
- Dionysius Andrássy (Slowaaks: Dénes Andrássy) was geboren in het vlakbij gelegen Krásnohorská Dlhá Lúka op 19 november 1835. Hij was een kunstbeschermer en voorzitter van de Hongaarse Heraldische en Genealogische Vereniging. Hij was lid van de Hongaarse Academie van Wetenschappen.
- Peter Andrássy (? - † circa 1600), oprichter van de Hongaarse tak van de Andrássy-familie, was een Transsylvanische edelman. Na de mislukte poging van Bekes Gáspár (° 1520, † 1579) om de macht in Transsylvanië te grijpen, sloot hij zich aan bij het keizerlijke leger. Vanaf 1578 werd hij de kapitein van het kasteel Krásna Hôrka, dat zijn kleinzoon Matej verwierf als erfelijk familiebezit.
- Peter Andrássy (? - † 1715), hoogwaardigheidsbekleder en baron. In 1688 werd hij burgemeester van Gemer. Hij steunde wetenschap en cultuur.
- Imrich Andaházy (° 1805- † 1849), priester.
- Pavol Lökő (° 1814 - † 1878), werkte 36 jaar in het dorp als leraar-cantor.
- István Hokky (° 1819 - † 1849), een priester uit Rožňava die op 6 juli 1849 een heroïsche dood stierf in de strijd tegen de Russen bij Drnava.
- Lajos Erőssy (° 1819 - † 1903), kapitein van de militie in 1848, majoor van de Hongaarse koninklijke militie.
- Františka Andrássy-Hablawetzová (° 1838 - † 1902), echtgenote van Dionysius Andrássy. Weldoenster.
- Ján Bírossy (° 1861 - † 1887), priester.
- József Jávorszky (° 1916- † 1978), predikant.

### Ingeboren
- Štefan Andrássy (° circa 1650 - † omstreeks 1720). Oprichter van de Betliar-tak van de Andrássy-familie. In de jaren 1706-1711 vertegenwoordigde hij zijn broer Petr in de functie van provinciegouverneur van Gemer. Vanaf 1706 was hij generaal van de Kuruk-troepen tussen de Donau en de Tisza. In 1710 legde hij een gelofte af van trouw aan de Habsburgers. Het gemummificeerde lichaam van zijn eerste vrouw, Žofia Srédyová, is te zien in het kasteel van Krásna Hôrka.
- Juraj Andrássy (° rond 1660 - † 1725). Oprichter van de Monocean-tak van de Andrássy-familie uit Krásná Hôrka. Hij verkreeg de titel van baron en verdedigde het kasteel van Krásna Hôrka tegen de keizerlijke troepen. In 1710 droeg hij het na een jaar belegering over aan de keizerlijke generaal Viand.
- Jozef Fábry (° 1909 - † 1971). Communist en patriot.
- Ján Chorvát (° 1916). Slowaakse taalkundige en docent.

## Bezienswaardigheden
- het kasteel Krásna Hôrka.

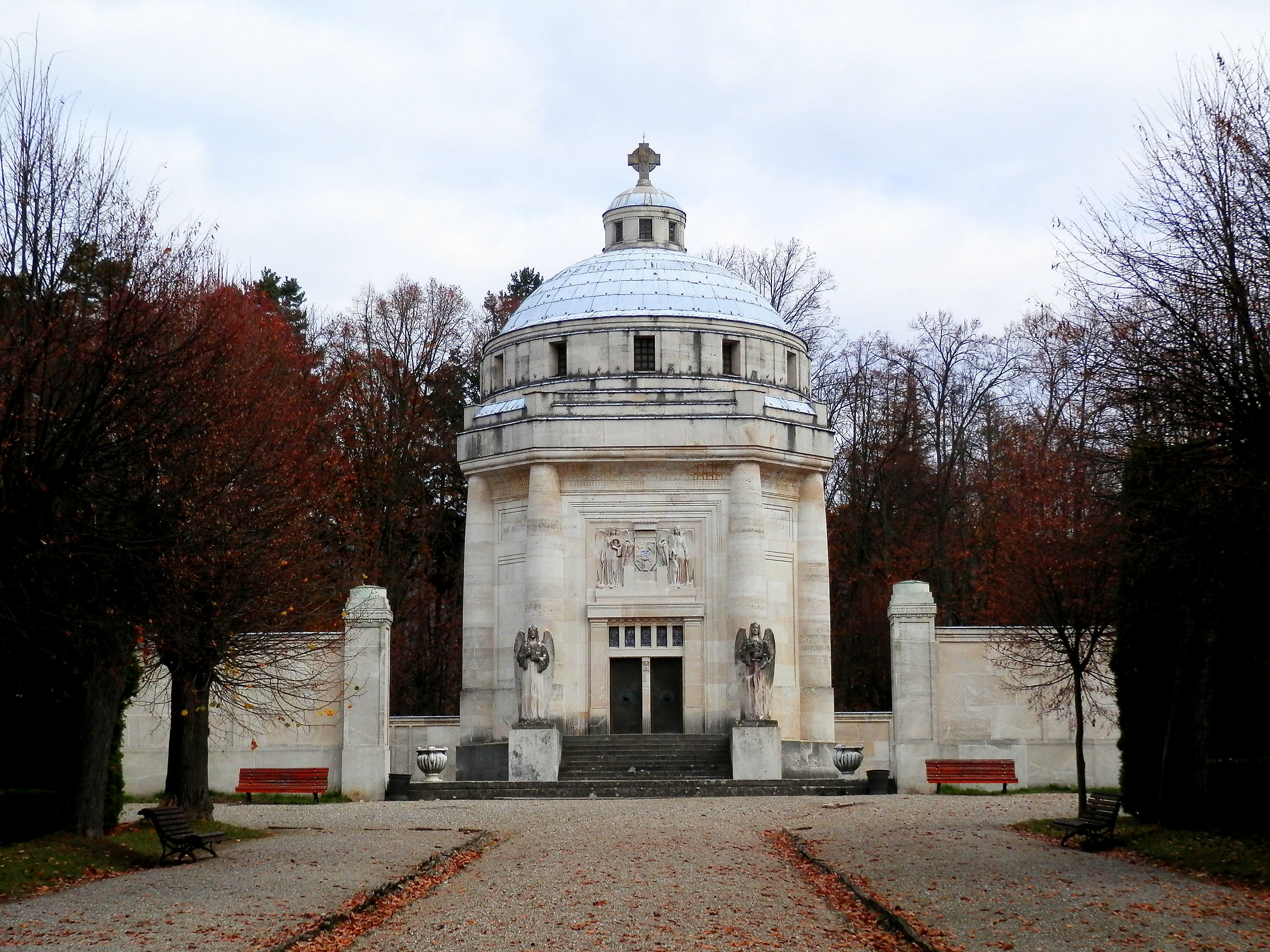
Het Andrássy-mausoleum gebouwd in 1903-1904.

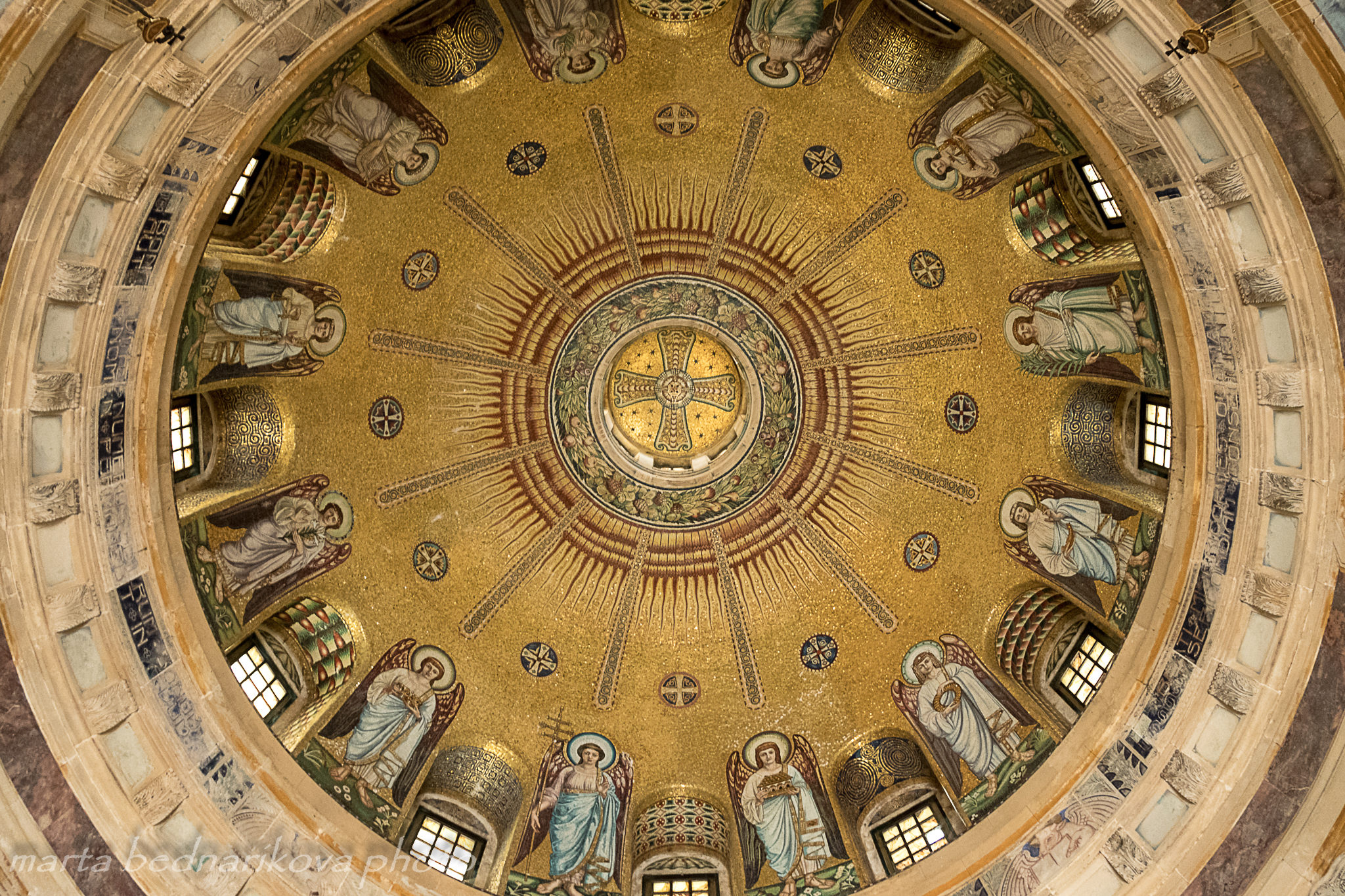
De koepel met mozaïek in het Andrássy-mausoleum (1903-1904).

- de laatbarokke bedevaartskapel met het Andrássy-graf, in het kasteel.
- het religieus beeld van Onze Lieve Vrouw van Altijddurende Bijstand uit 1739 in de kasteelkapel.
- in de nabijheid van het kasteel, naast de weg naar Košice, staat het mausoleum van Františka en Dionysius Andrássy. Dit art-nouveau-gebouw uit 1903-1904 werd gebouwd door graaf Dionysius Andrássy voor zijn geliefde vrouw Františka Hablawetzová. De auteurs van het gebouw zijn architecten en kunstenaars uit München: Richard Berndl, Karl Schmucker, Maximilian en Konstantin Frickovci, Karl Throll en Adolf Mayrhofer. Het indrukwekkende interieur is bekleed met marmer en overkoepeld met een mozaïek. Er zijn sarcofagen van beide echtgenoten met reliëfs van hun figuren gemaakt van Italiaans marmer en het altaar van Sint-Franciscus. De gevels van het mausoleum zijn bekleed met halve hoekkolommen. De morfologie is gebaseerd op Egyptische en oude Romeinse patronen. Het gebouw is afgewerkt met een achthoekige kroonlijst en een halfbolvormig dak.
- de Rooms-Katholieke Allerheiligenkerk, geconstrueerd in 1430. Deze van oorsprong gotische kerk werd in 1787 omgebouwd naar de classicistische stijl. Interieur met één schip, een veelhoekig koorsluiting en een toren. Ten tijde van de reformatie werd de kerk protestant. Ze werd in de 2e helft van de 17e eeuw opnieuw Rooms-Katholiek door toedoen van de familie Andrássy. In de jaren 80 van de 20e eeuw werden middeleeuwse muurschilderingen ontdekt op de noordelijke muur van het schip, waarop de Hongaarse koningen Stefaan, Imrich en Ladislava zijn afgebeeld.
- de Dionysius Andrássy Afbeeldingen Galerij : een Art-nouveau-gebouw op de plattegrond van een Grieks kruis uit 1908-1909. Gebouwd door graaf Dionysius Andrássy, die hier zijn schilderijencollectie schonk. Na de Tweede Wereldoorlog werd het gebouw aangepast voor bewoning en pas na 1990 werd de oorspronkelijke bestemming hersteld. De gevels van de fotogalerij zijn gescheiden door pilasters met een kransmotief. De ingangsrisaliet is ontworpen als een portaal met een thermisch raam en met stenen bekleding. Onder de kroonlijst bevindt zich een fries met een art-nouveau-motief.
- de grotten in de Slowaakse Karst.

## Openbaar vervoer

### Trein
Voor het openbaar vervoer per trein is Krásnohorské Podhradie aangewezen op het station van Rožňava: « Zelezničná stanica Rožňava ». Dit is gelegen aan de « Zelezničná 3011 Brzotin Kosicky 049 51 Rožňava » (nabij verkeersweg 16). Vanaf dit station zijn er verbindingen naar Kosice, Bratislava en omringende steden en gemeenten.

### Autobus
Op de werkdagen, van maandag tot vrijdag, is er een regelmatige busverbinding met het autobusstation van Rožňava.

## Gemeente- & stedenbanden
- Domoszló, Hongarije